# Kylie: The Videos
Kylie: The Videos je DVD, ki ga je izdala avstralska pop pevka Kylie Minogue. Kolekcijo videospotov so izdali novembra 1988 v Združenem kraljestvu, Franciji, Nemčiji in na Japonskem.

## Seznam pesmi
| Št. | Naslov                                | Dolžina |
| --- | ------------------------------------- | ------- |
| 1.  | „I Should Be So Lucky‟ (videospot)    |         |
| 2.  | „Got to Be Certain‟ (videospot)       |         |
| 3.  | „The Loco-Motion‟ (videospot)         |         |
| 4.  | „Je Ne Sais Pas Pourquoi‟ (videospot) |         |
| 5.  | „Intervju‟ (posnetek)                 |         |

## Formati
To so formati DVD-ja Kylie: The Videos.
| Format        | Država              | Številka | Založba |
| ------------- | ------------------- | -------- | ------- |
| Britanski DVD | Združeno kraljestvo | VHF3     | PWL     |
| Japonski DVD  | Japonska            | 35BZ-2   | PWL     |
| FR DVD        | Francija            | 0498192  | CBS     |